# Wohl Stefánia
Wohl Stefánia (Pest, 1846. március 24. – Budapest, 1889. október 14.) írónő, Wohl Janka húga.

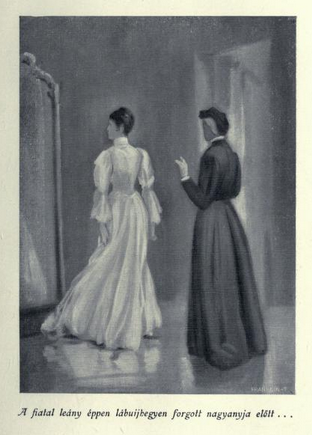
Kacziány Ödön illusztrációja az „Aranyfüst” c. regényhez (1907)

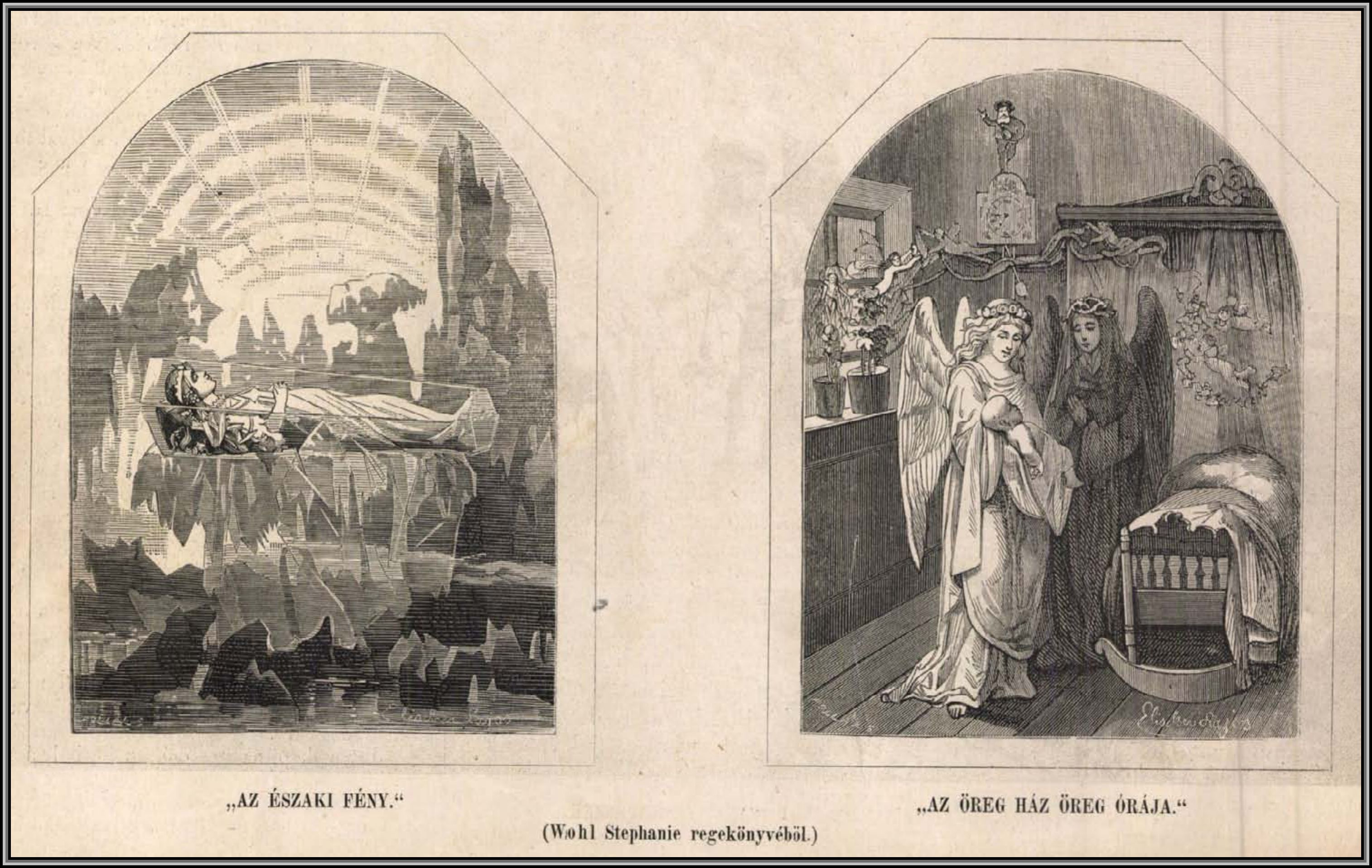
Elischer Lajos illusztrációja a „Regekönyvhöz”

## Pályája
Szerény pesti polgárcsaládból származott. Apja Wohl Sándor János sebész, a szabadságharc alatt honvédfőorvos, anyja Löwy Mária Dorottya művelt asszony volt. 1846. április 18-án keresztelték a Pest-Deák téri németajkú evangélikus egyházközség templomában, keresztszülei Schedius Lajos királyi tanácsnok és egyetemi oktató, valamint Szirmay szül. Gyürky Johanna udvari tanácsosné voltak. Nővéréhez hasonlóan Stefánia is gondos nevelést kapott. Több európai nyelven írt, külföldi lapoknak és folyóiratoknak, így a párizsi Revue Internationalnak és az edinburghi Scotchmannek is munkatársa volt.
Nővérével együtt az irodalomnak élt, szalonjukban sok előkelőség megfordult, köztük Arany János, Haynald Lajos, Jókai Mór, Liszt Ferenc, Trefort Ágoston. Éveken át szerkesztették közösen az Athenaeum kiadásában megjelent Magyar Bazárt, divatlapjukkal a nővilág ízlésének és műveltségének fejlesztésére törekedtek.
Wohl Stefánia utolsó éveiben sokat betegeskedett. Élők és halhatatlanok címmel nővérével közösen külföldön tett útjaikról kezdtek emlékezéseket írni, de ezekből csak két-három fejezet készült el.
Sírját, melyben nővérével, Jankával együtt nyugszik a Fiumei úti sírkertben, Zala György szobra díszíti.
Sírjukon a korábbi hiányos feliratot 2005-ben javították, s így immár mindkettőjük neve meg van örökítve.

## Munkássága
Néhány iskolai versétől eltekintve kizárólag prózai munkákat írt. Mindjárt első művével, a Regék könyvével föltűnt, erről Arany János is megemlékezett a Figyelő című lapjában: „A képzelem, kedély és érzelem oly frissessége ömlik el e naiv szerzeményeken, hogy méltóknak láttuk megismertetni a Figyelő olvasóival…”, de azért hibáira is figyelmeztette a fiatal írónőt: „…nehogy ismétlésbe találjon esni, s egyhangúvá legyen utoljára; s igyekezzék a' nyelvet teljesen sajátjává tenni, azaz a németesség legkisebb árnyalatától is megszabadítni, – mi olykor még zavarja az élvezést.” Jóval későbbi munkáját, az Aranyfüst című regényét a Budapesti Szemle kritikusa szigorúan megbírálta.
Regényei a kor érzelmes-romantikus stílusában íródtak, ma már aligha élvezhetők. Többnyire lassan előrehaladó, fölöslegesen részletező, érzelmes szerelmi történetek, szenvelgő hősökkel. Előadásmódjából hiányzik a fordulatosság.
Regekönyve később saját fordításában egy angol folyóiratban is megjelent, és ezután angol lapok is közölték írásait, melyeket angol nyelven írt, vagy saját angol fordításában közölt. Így az Aranyfüst című regénye egy jénai kiadónál jelent meg tőle németül, a Revue internationale című folyóiratban franciául, és csak az angol kiadás jelent meg másnak, Sincox angol írónak fordításában, könyvalakban.

### Munkái
- Wohl Stefánia regekönyve. Osterlamm K. Pest, 1865. 237 lap. Elischer Lajos illusztrációival. (A kötet harmadik kiadása 1898-ban jelent meg.)
- Beszélyek és tárcák. Budapest, 1877. (Wohl Janka társaságában.)
- Egy szerelem életrajza. Regény. Budapest, 1883.
- Aranyfüst. Regény. Budapest, 1887. (Harmadik kiadása 1907-ben a Képes Magyar Regényírók kötetei között, Mikszáth Kálmán megemlékezésével.)
- Éva. Elbeszélések, rajzok, aforizmák. Budapest, 1888.
- Wohl Stefánia hátrahagyott iratai. Kiadta testvére, Wohl Janka. Budapest, 1891.

## Külső hivatkozások
- Wohl Stefánia az Írónők a hálón (1880-1945) oldalon
- Kocsis Katalin: A Wohl nővérek, akik a 19. századi Budapest egyik legjelentősebb irodalmi szalonját vezették. 2019. április 2. papageno.hu